# Ogrish.com
Фвщзывщыозылзщвылщзфзалзщу зушыовшщоуашвщаошщц хылвдыождвшц-0хлвцв
1. ↑  YouTube. www.youtube.com. Дата обращения: 20 августа 2025.